# Agrupación Toral
La Agrupación Toral fue una formación del Ejército Popular de la República que luchó durante la Guerra civil española. Mandada por el teniente coronel Nilamón Toral, intervino en la campaña de Levante y en la Batalla de Valsequillo.

## Historial
La formación fue creada el 11 de mayo de 1938, a cargo del mayor de milicias Nilamón Toral. Quedó compuesta por las divisiones 70.ª y «Extremadura». Situada en el flanco izquierdo del XXII Cuerpo de Ejército, se le encomendó la misión de cubrir el sector de Albocácer. La formación intervino en la campaña de Levante, quedando muy quebrantadas sus unidades en los combates con las fuerzas franquistas. Quedaría disuelta al final de las operaciones en Levante.
El 7 de diciembre se volvió a crear una agrupación que recibió la denominación de «Toral», y que quedó compuesta por las divisiones 6.ª, 28.ª, y 52.ª; el teniente coronel Nilamón Toral volvió a recibir el mando de la agrupación. La jefatura de Estado Mayor recayó en el capitán Manuel García-Pelayo. En enero de 1939 intervino en la Batalla de Valsequillo, junto al XXII Cuerpo de Ejército. Durante los dos primeros días la formación avanzó profundamente en territorio enemigo, conquistando varias localidades. Sin embargo, fracasó en sus asaltos sobre sierra «Trapera», donde se concentró el núcleo de la resistencia franquista.
La unidad se autodisolvió al final de la contienda, disgregándose sus soldados en las provincias de Córdoba, Ciudad Real y Badajoz.